# Hermann von Dechend

Hermann von Dechend

Hermann Friedrich Alexander Dechend, ab 1865 von Dechend, (* 2. April 1814 in Marienwerder, Westpreußen; † 30. April 1890 in Berlin) war ein deutscher Jurist in der preußischen Finanzverwaltung. Er war der erste Präsident der Reichsbank und saß im Preußischen Staatsrat.

## Leben
Dechend war der Sohn des Rechtsanwalts Theodor Dechend in Marienwerder. Er heiratete Adelgunde Wilke (* 20. November 1823 in Berlin; † 1915). Seine Tochter Susanne (* 1859; † 1929) heiratete 1884 in Berlin den späteren General der Infanterie Hugo von Kathen. Seine jüngste Tochter Gertrud (* 1862; † 1941) ehelichte den Domänenpächter Friedrich von Kries, Sohn Wilhelm von Kries. Die Söhne des Hermann von Dechend wurden Juristen, Fritz konkret Regierungsrat beim Patentamt, oder wie Max und u. a. Konrad und Karl aktive Offiziere. 
Dechend besuchte das Gymnasium Marienwerder und bestand am 17. Oktober 1834 die Abiturprüfung. Er studierte an der Friedrich-Wilhelms-Universität zu Berlin und der Rheinischen Friedrich-Wilhelms-Universität Rechtswissenschaft und Kameralwissenschaft. Er wurde 1835 Mitglied, später Ehrenmitglied des Corps Borussia Bonn. Nach den Examen war er zunächst am Land- und Stadtgericht, dann am Oberlandesgericht in  Marienwerder. Er wechselte in Preußens innere Verwaltung und war ab 1837 Regierungsreferendar. Er wurde 1841 Regierungsassessor und machte 1844/45 eine technisch-gewerbliche Ausbildung in Berlin. In der Provinz Westfalen war er 1846 bei der Regierung in Arnsberg und 1847 in Münster tätig. 1848 kam er an die Hauptbank, doch bald danach wurde ihm die Leitung der Preußischen Darlehenskasse übertragen. 1849 wurde er Regierungsrat im Handelsministerium. Von 1851 an war er Mitglied im Hauptbankdirektorium der Preußischen Bank. 1853 wurde er Geheimer Oberfinanzrat. 1863 stieg er zum Vizepräsidenten und schließlich 1864 zum Präsidenten der Preußischen Bank auf. Das Präsidentenamt hatte er bis 1875 inne. Nach der Deutschen Reichsgründung war Dechend von 1876 bis 1890 erster Präsident der neu gegründeten Deutschen Reichsbank, die die Organisation der Preußischen Bank zur Schaffung einer Zentralbank übernahm.
Die Preußische Bank verdankte Dechend im Wesentlichen ihre Entwicklung von einer einfachen Notenbank zu einer der führenden Zentralbanken Europas. Somit war Herrmann von Dechend wesentlich daran beteiligt, die organisatorischen Voraussetzungen für die später aus der Preußischen Bank entstandene Reichsbank zu schaffen. Die Banknoten der Preußischen Bank von 1867 bis 1874 sowie die deutschen Reichsbanknoten von 1876 bis 1884 tragen Dechends Unterschrift.
Von 1867 bis 1869 war Dechend als Abgeordneter der Reichs- und Freikonservativen Partei (RFKP) Mitglied des Preußischen Abgeordnetenhauses, und von 1872 bis zu seinem Tod (1890) war er Mitglied des Preußischen Herrenhauses. 1884 wurde er Mitglied des Staatsrats. Seit 1877 war er kaiserlicher Wirklicher Geheimrat. Aufgrund seiner Verdienste wurde Dechend am 12. Juni 1865 in den preußischen Adel als von Dechend erhoben.
Hermann von Dechend starb 1890 im Alter von 76 Jahren in Berlin und wurde auf dem Friedhof I der Jerusalems- und Neuen Kirche vor dem Halleschen Tor beigesetzt. Das Grab ist nicht erhalten.